# Jorge Valente
Exiquio Beleche Becerra (Zacoalco de Torres, Jalisco, 7 de noviembre de 1933 - 8 de agosto de 2007), más conocido como Jorge Valente, fue un cantante de música popular mexicana muy famoso en la década de los 60.
Hijo de Ramón Beleche y Faustina Becerra, emigró a la capital del estado y posteriormente a la Ciudad de México. Beleche, desde muy pequeño vivió parte de su infancia y la juventud en San Pedro Tesistán, en el municipio de Jocotepec.

## Inicios artísticos
Una noche mientras cantaba en el Amanecer Tapatio; Beleche fue descubierto por el integrante del trío Los Panchos, Chucho Navarro, quien al escucharlo lo llamó y le ofreció una prueba en CBS. Desde ese instante Fue bautizado por Alfredo Gil "Jorge" en honor al gran charro de México Jorge Negrete y " Valente " porque se necesita ser valiente en todo. Valente fue obligado a grabar el mismo género que en ese entonces fue empezado por Pedro Infante y ya fue agarrado por Javier Solís que era el bolero ranchero. 
Me acuerdo que me dice uno de los ejecutivos de CBS hay que aceptarlo porque si en algún caso Javier Solís se nos muere o se va de esta compañía ya estamos cultivando a otro cantante del bolero ranchero, así me lo dijeron.
En 1961 Jorge Valente logra su primer éxito Poquita fé, en 1962 graba otros de sus grandes éxitos Virgen de mi soledad.  Desde ese momento Jorge Valente se pone en la lista de los primeros sencillos en la radio nacional e internacional logrando competir y estar a la altura de Javier Solís. En 1963 lanza otro sencillo Te Sigo Amando. A principios de 1964 graba otro de sus grandes éxitos recomendado por uno de sus directores tomando la idea del tango Sombras hecha por Javier Solís, se arregla la canción Tango negro pegando con gran facilidad.

### El 19 de abril de 1966
Cuando me enteré que había muerto Javier Solís me sentí deprimido, e incluso unos amigos me felicitaron por esa perdida, ya que me dijeron que ya no estando me quedaba libre la disquera, en ese momento yo sentí un coraje hacia ellos, ya que Javier Solís se portó muy bien conmigo a pesar de grabar el mismo género, nunca me reprocho, el me apoyaba me daba ánimos y fue un gran amigo no solo mío, sino de todo el mundo, un gran ser humano eso es lo que admiré y admiro de el, su gran calidad humana En 1967 sale otro éxito " El vicio".

### Llegada de Vicente Fernández
En 1963 todavía seguía cantando Vicente Fernández allá en el Amanecer Tapatio, 
quien la gente lo confundía no con Javier Solís como se decía sino con Jorge Valente ya que el charro de Huentitan cantaba aquel tema de Víctor Cordero, Virgen De Mi Soledad en ese entonces en los inicios de Vicente, Jorge ya era un artista exclusivo de CBS.
Anduvo con Ana María Martínez Damian en el año de 1955 quien fue uno de sus primeros amores. Continuaron viéndose después de casados.

## Discografía

### CBS
- Primero bésame-1961
- El Nuevo Valor Del Bolero Ranchero-1961
- Virgen de mi soledad-1963
- Tango negro- 1964
- La Voz Romántica De Jorge Valente-1964
- Sabor A Nada- 1964
- Cantos a México, Jorge Valente, Trío los mexicanos y América Martin- 1966
- Jorge Valente- 1967
- El Triste- 1970

### DISCOS REX
- Con EL Mariachi Rex-1971
- Mi razón- 1972
- Que Se Muera El Recuerdo- 1973
- Traigo Prendida El Alma-1976
- Mi Corazón Es Un Gitano-
- Mujer Te sigo amando- 2003

### Los Tres Potrillos
Vinilo de 45 rmp con dos canciones autoría de Vicente Fernández
Porque y De Polo A Polo 
(estas canciones fueron grabadas por Jorge Valente como parte de una reconciliación de Vicente ya que el le hizo muchas incoherencias a Valente en CBS Misma razón por la que Jorge salió de esa compañía.

### El Señor Del Bolero Ranchero
Calladamente, Mil Fronteras, entre otros fueron temas compuestos para Jorge Valente por el maestro Fernando Z. Maldonado quien junto con Gilberto Parra arreglaban y manejaban la dirección de sus grabaciones, CBS lo resaltaba con el seudomino de El Señor Del Bolero Ranchero, digno sucesor del gran Javier Solís.
Dado a competir con el mismo género Javier no tuvo envidia alguna; no había porque 
Jorge Valente fue exitoso aún vivo Javier, incluso se llegó a decir que Javier dijo en alguna entrevista que si el moriría sería su sucesor (cosa que no ha sido comprobada hasta la fecha), lo que sí se sabe es que Valente mostró firmeza y madurez en CBS y es uno de los cantantes que modernizarón la música del mariachi, junto con Gerardo Reyes (con quien tuvo que competír después de que falleciera Javier Solís.
- Datos: Q5936211